# Callidiopis
Callidiopis is een kevergeslacht uit de familie van de boktorren (Cerambycidae). De wetenschappelijke naam van het geslacht werd voor het eerst geldig gepubliceerd in 1864 door Thomson.

## Soorten
Callidiopis omvat de volgende soorten:
- Callidiopis mutica Lacordaire, 1869
- Callidiopis praecox (Erichson, 1842)
- Callidiopis scutellaris (Fabricius, 1801)